# Jurinella thoracica
Jurinella thoracica là một loài ruồi trong họ Tachinidae.